# Avenue de la Floride
L'avenue de la Floride (en néerlandais: Floridalaan) est une avenue bruxelloise de la commune d'Uccle. 

## Historique
L'avenue fut construite par Léon Hamoir qui était un important propriétaire foncier ucclois d'origine française.